# Leptostylus lividus
Leptostylus lividus är en skalbaggsart som beskrevs av Hovore 1990. Leptostylus lividus ingår i släktet Leptostylus och familjen långhorningar.
Artens utbredningsområde är Costa Rica. Inga underarter finns listade i Catalogue of Life.